# Salalammi
Salalammi är en sjö i kommunerna Lahtis, Nastola och Hollola i landskapet Päijänne-Tavastland i Finland. Arean är 38 hektar och strandlinjen är 3,21 kilometer lång. Sjön  ingår i Kymmene älvs huvudavrinningsområde.   Den ligger nära Lahtis och omkring 100 km norr om Helsingfors. 